# Conops rufigaster
Conops rufigaster är en tvåvingeart som beskrevs av Camras 1960. Conops rufigaster ingår i släktet Conops och familjen stekelflugor. Inga underarter finns listade i Catalogue of Life.